# Ntotti
Ntotti (ou Ntoti) est une localité du Cameroun située dans la Région du Nord-Ouest, le département du Bui et la commune de Jakiri.

## Population
En 1969, la localité comptait 556 habitants, principalement des Nso.
Lors du recensement national de 2005, on y a dénombré 809 personnes.
En 2012, la population est estimée à 1 242 habitants.